# Calle de Cánovas del Castillo
La calle de Cánovas del Castillo es una vía urbana de la ciudad española de Vigo. Comienza en la intersección de las calles Montero Ríos, As Avenidas y García Olloqui, y recorre el litoral vigués paralela al paseo marítimo de As Avenidas, hasta confluir con la calle de Teófilo Llorente, casi en la plaza del Berbés. Tiene una longitud de 500 metros. Bajo esta vía discurre, soterrada, la avenida de Beiramar.

## Toponimia

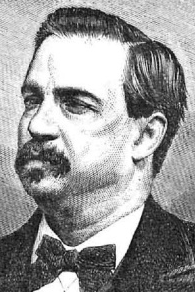
Antonio Cánovas del Castillo, origen onomástico de la calle.

La denominación de la calle proviene de Antonio Cánovas del Castillo, un político e historiador nacido en Málaga en 1828, y artífice del sistema político español de la Restauración borbónica.

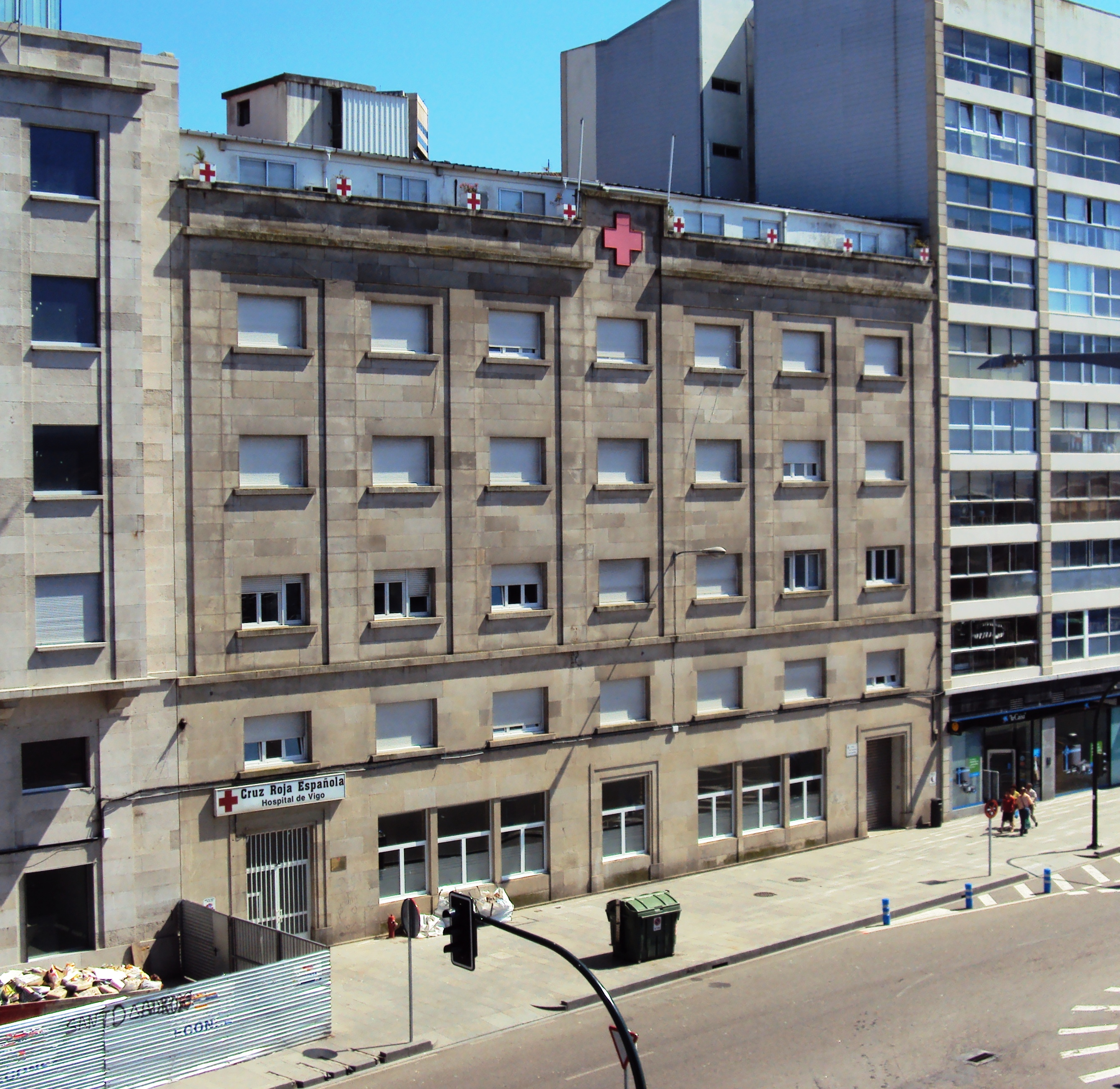
Antiguo hospital de la Cruz Roja.

Cánovas del Castillo fue una figura fundamental para el desarrollo de la ciudad al ser uno de los artífices de la mejora de las conexiones ferroviarias de Vigo con la península. Presidió la sociedad adjudicataria de la línea de ferrocarril que unía Madrid con Vigo, e impulsó la construcción del tramo Vigo-Ourense. El proyecto final, presentado en 1860, incluía a Vigo y a su estación como la única de primera categoría dentro de la red ferroviaria de la línea, y la construcción de la estación de ferrocarril supuso un avance y un símbolo de modernidad para la ciudad.
Además, en 1880, bajo su presidencia, fue promulgada la Ley de Puertos, en la que también el puerto de Vigo fue declarado de primera categoría y de interés general. Así, el 7 de noviembre de 1881 fue constituida la Junta de Obras del Puerto de Vigo, organismo precursor de lo que hoy en día es la Autoridad Portuaria.
Con todo esto, dada la importancia que tuvo Cánovas del Castillo en el devenir de la ciudad olívica, el 17 de septiembre de 1897, el Ayuntamiento de Vigo decidió homenajear al político a título póstumo. En ese acto, se decidió nombrar a la futura avenida de conexión entre A Laxe y O Berbés como Avenida de Cánovas del Castillo. Finalmente, sin embargo, quedó vigente la actual denominación de calle.

## Historia

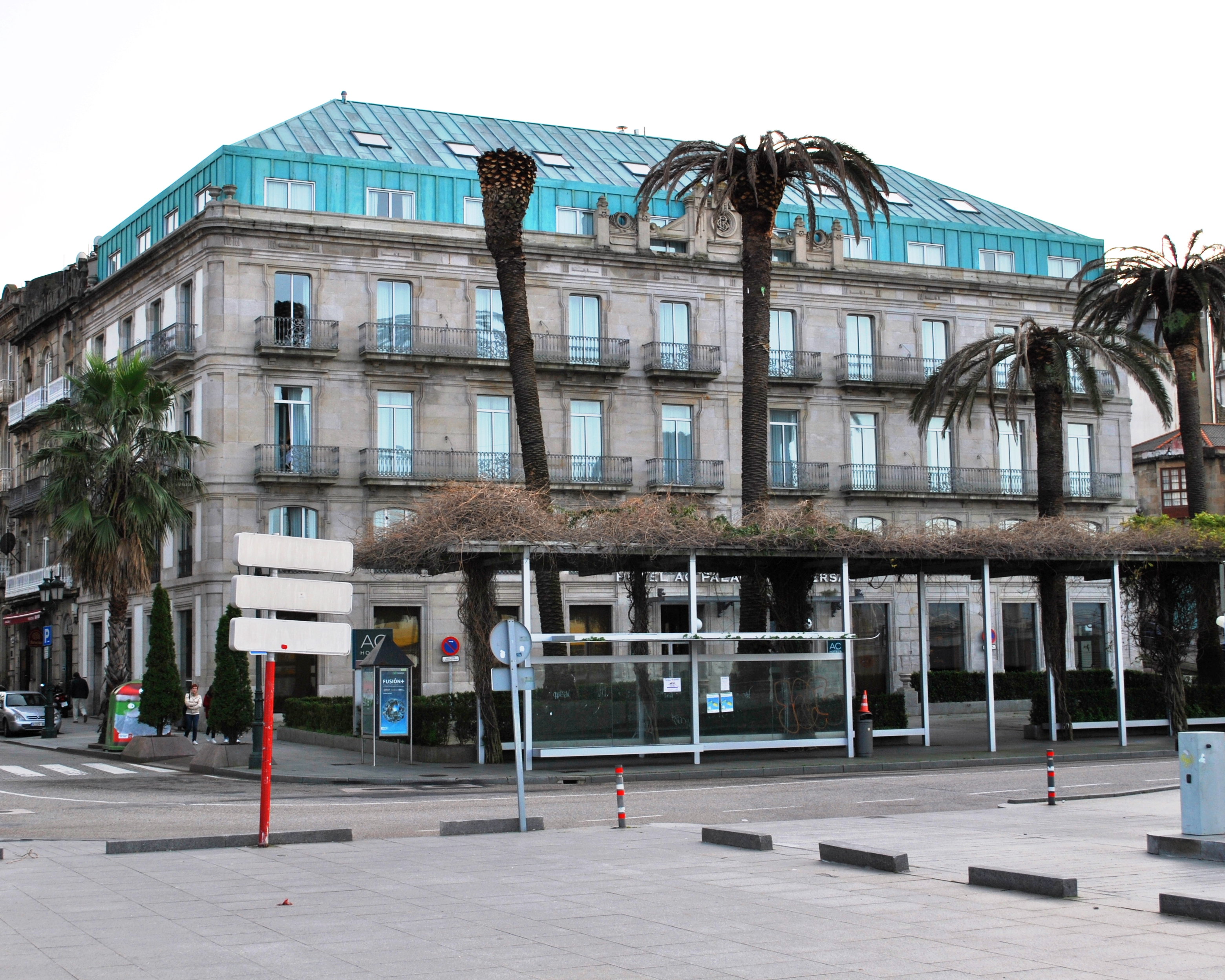
Fachada del Hotel Universal.

Las obras se iniciaron en mayo de 1892, con el fin de conectar la recientemente creada Alameda con el barrio del Berbés. Para su construcción fue necesario el derrumbe de los últimos restos que se mantenían en pie de la antigua muralla de la ciudad.
A principios del siglo XX, la calle constituía un largo paseo junto al mar, ya que por aquel entonces aún no se habían construido las ampliaciones del puerto, el túnel de Beiramar, el paseo de As Avenidas o el muelle de A Laxe tal y como se conocen actualmente. La calle contaba con un gran arbolado, y por ella transitaba el tranvía.

## Edificios singulares

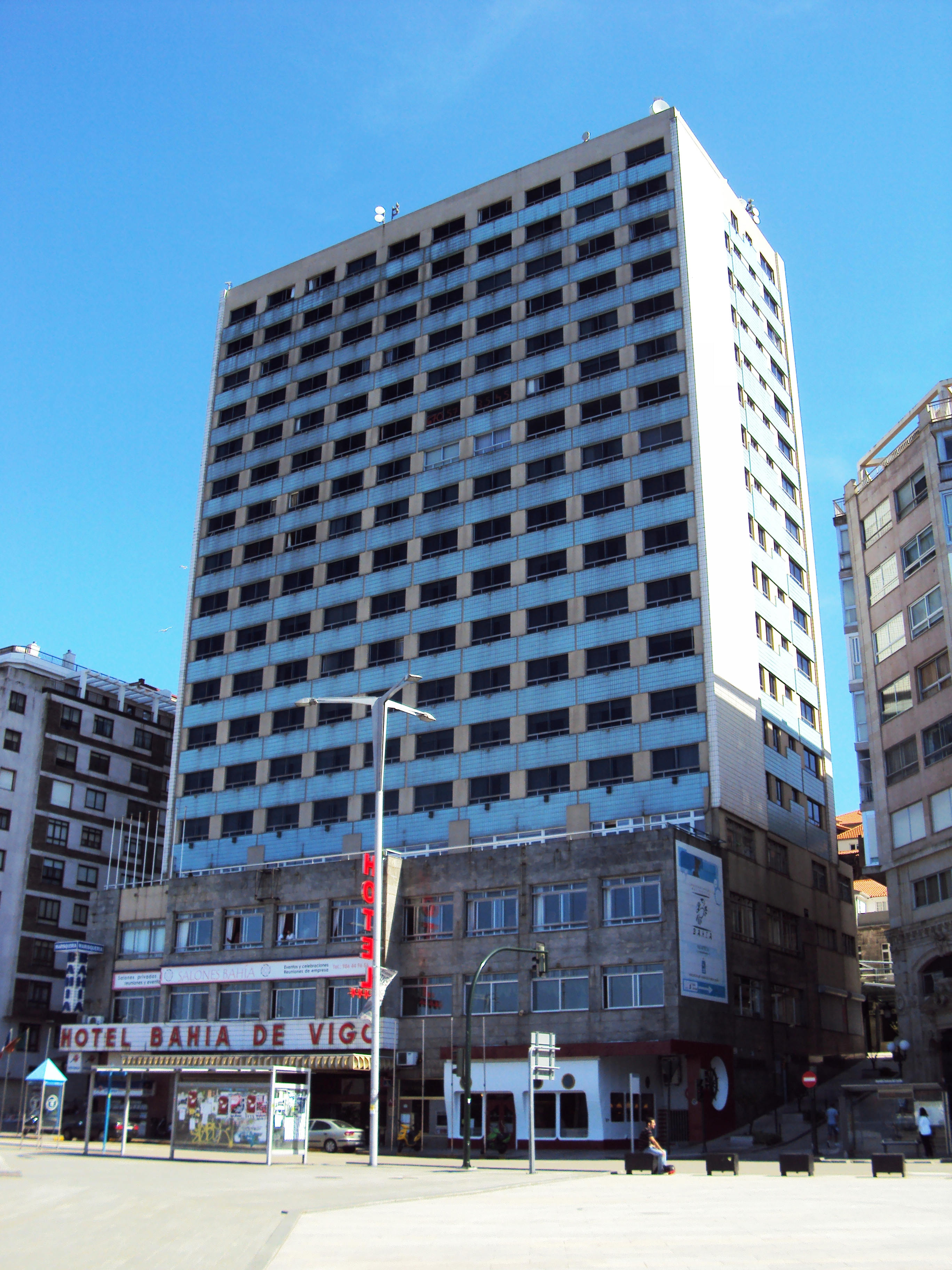
Fachada del Hotel Bahía.

- Hotel Universal. Nº 22A. Inmueble de estilo ecléctico construido en 1888 por el arquitecto Jenaro de la Fuente Domínguez.

- Hotel Bahía. Nº 24.[6]

- Antiguo Hospital de la Cruz Roja. Nº 16.

- Mercado del Berbés.

- Centro Comercial A Laxe. Nº 1.[6] Diseñado por el arquitecto Francisco Javier Sáenz de Oiza.